# Kečovo

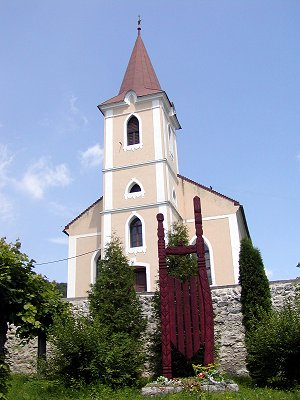
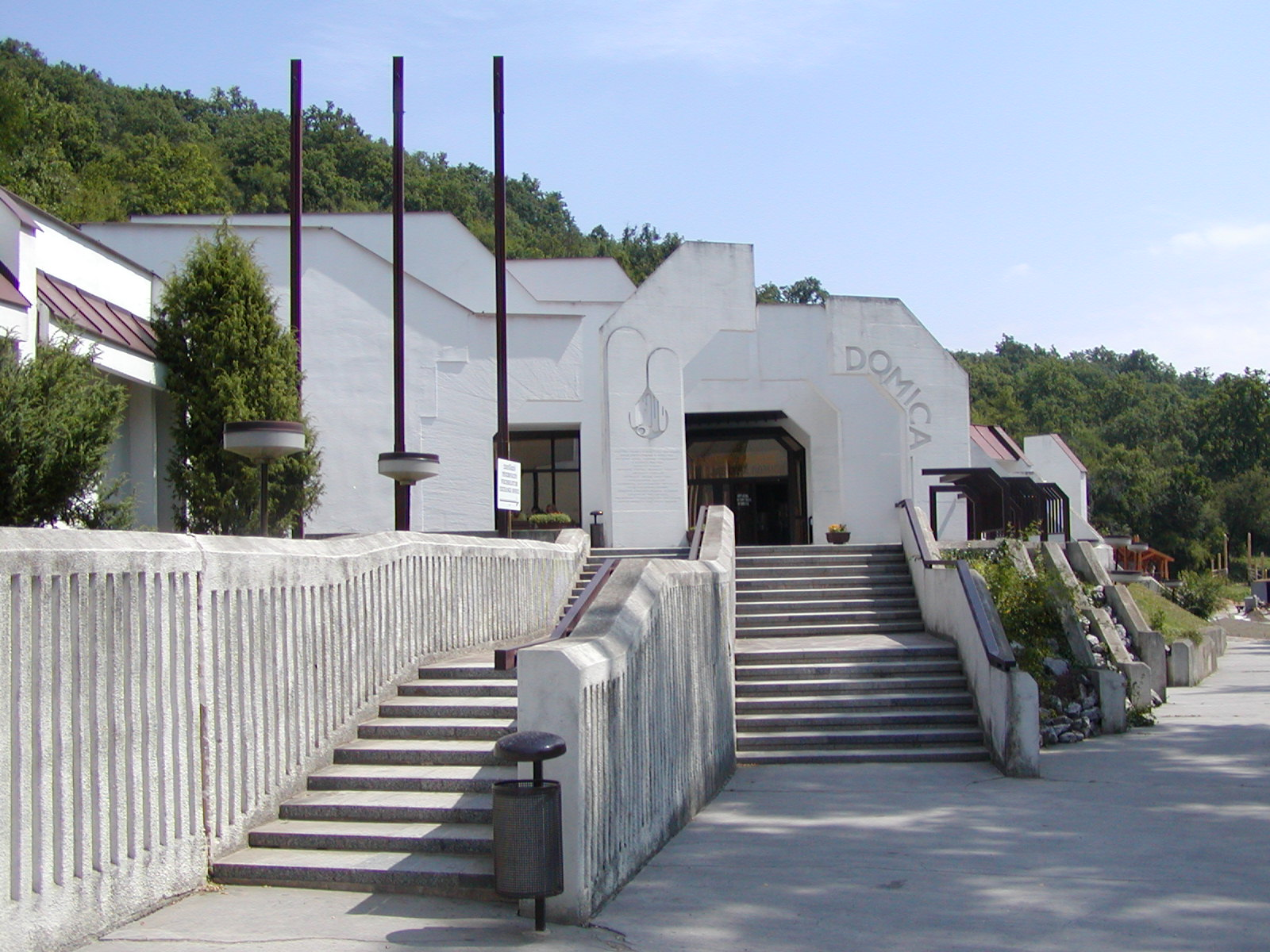

Kečovo (Hongaars: Kecső) is een Slowaakse gemeente in de regio Košice, en maakt deel uit van het district Rožňava.
Kečovo telt 372 inwoners.